# Calesia marginata
Calesia marginata là một loài bướm đêm trong họ Erebidae.